# Lichenophanes truncaticollis
Lichenophanes truncaticollis är en skalbaggsart som först beskrevs av Leconte 1866.  Lichenophanes truncaticollis ingår i släktet Lichenophanes och familjen kapuschongbaggar. Inga underarter finns listade i Catalogue of Life.

## Bildgalleri

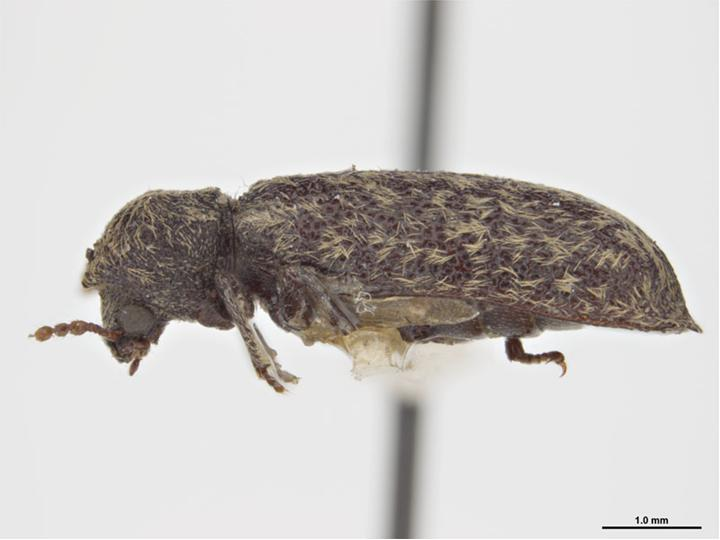